# Seznam irskih filmskih režiserjev
Seznam irskih režiserjev.

## B
- Steve Barron
- (Kenneth Branagh)

## G
- Douglas Gerrard

## H
- Richard Harris

## I
- Rex Ingram

## J
- Neil Jordan

## K
- Gene Kelly

## L
- Andrew Legge

## M
- Ruán Magan
- Kevin McClory
- Eoin Moore

## N
- Roy William Neill

## P
- Rich Peppiatt

## S
- Jim Sheridan

## T
- William Desmond Taylor